# Choisy-au-Bac
Pour les articles homonymes, voir Choisy (homonymie) et Bac.
Choisy-au-Bac est une commune française située dans le département de l'Oise, en région Hauts-de-France.
Ses habitants s'appellent les Cosaciens.

## Géographie

### Description

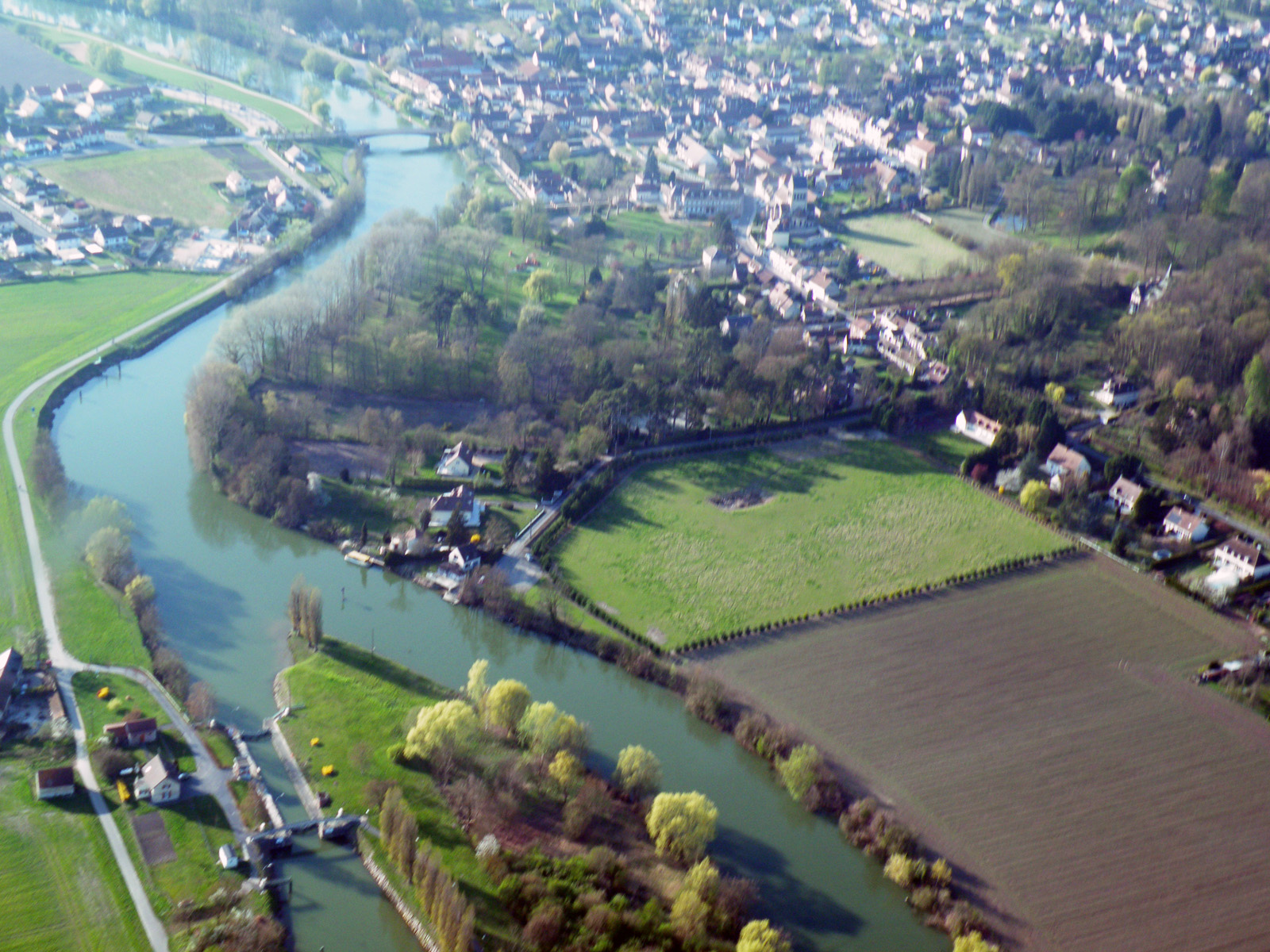
Photographie aérienne de Choisy-au-Bac.

La commune est un bourg périurbain picard jouxtant au nord Compiègne, dont le territoire s'étend sur une partie de la forêt de Laigue et jouxte la forêt de Compiègne. Choisy-au-Bac est pratiquement situé au confluent de l'Aisne et de l'Oise, et se trouve à 75 km au nord-est de Paris, 59 km à l'est de Beauvais et à 87 km à l'ouest de Reims.

### Communes limitrophes
| Longueil-Annel | Le Plessis-Brion | Saint-Léger-aux-Bois Tracy-le-Mont Saint-Léger-aux-Bois |
| Janville       | Choisy-au-Bac    | Rethondes                                               |
| Clairoix       | Compiègne        |                                                         |

### Hydrographie

#### Réseau hydrographique
La commune est située dans le bassin Seine-Normandie. Elle est drainée par l'Aisne, l'Oise, la dérivation de Carandeau, l'Aisne, le canal 01 de la commune de Compiegne, le cours d'eau 05 de la commune de Choisy-au-Bac, le fossé 01 de la commune de Rethondes, le fossé 05 de la commune de Rethondes, le fossé 08 de la commune de Choisy-au-Bac, le fossé 09 de la commune de Choisy-au-Bac, le fossé Béjot, le ru des Bonshommes, le ru des Lois et le ru du Plessis Brion,,.
L'Aisne est un  cours d'eau naturel navigable de 256 km de longueur, traversant les cinq départements Meuse, Marne, Ardennes, Aisne, Oise. Elle est un affluent en rive gauche de l'Oise, ce qui fait d'elle un sous-affluent de la Seine. Les caractéristiques hydrologiques de l'Aisne sont données par la station hydrologique située sur la commune. Le débit moyen mensuel est de 65,4 m3/s. Le débit moyen journalier maximum est de 451 m3/s, atteint lors de la crue du 28 décembre 1993.
L'Oise prend sa source en Belgique, à 309 mètres d'altitude, dans l'ancienne commune de Forges et se jette dans la Seine à 20 mètres d'altitude, au Pointil en rive droite et en aval du centre de Conflans-Sainte-Honorine dans le département des Yvelines. D'une longueur 341 kilomètres, elle est presque entièrement navigable et bordée de canaux sur 104 kilomètres.

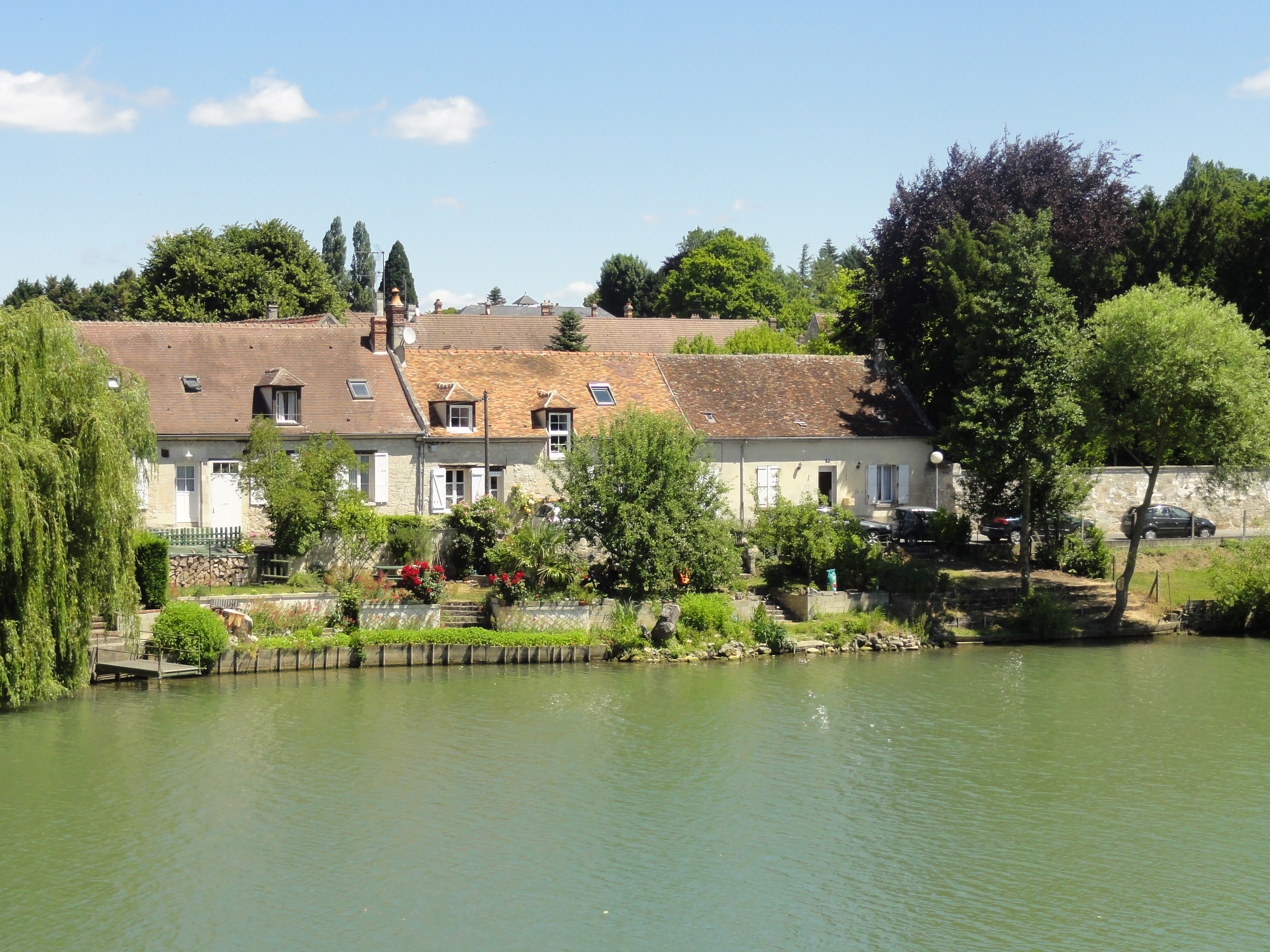
L'Aisne et la rue de l'Aisne.
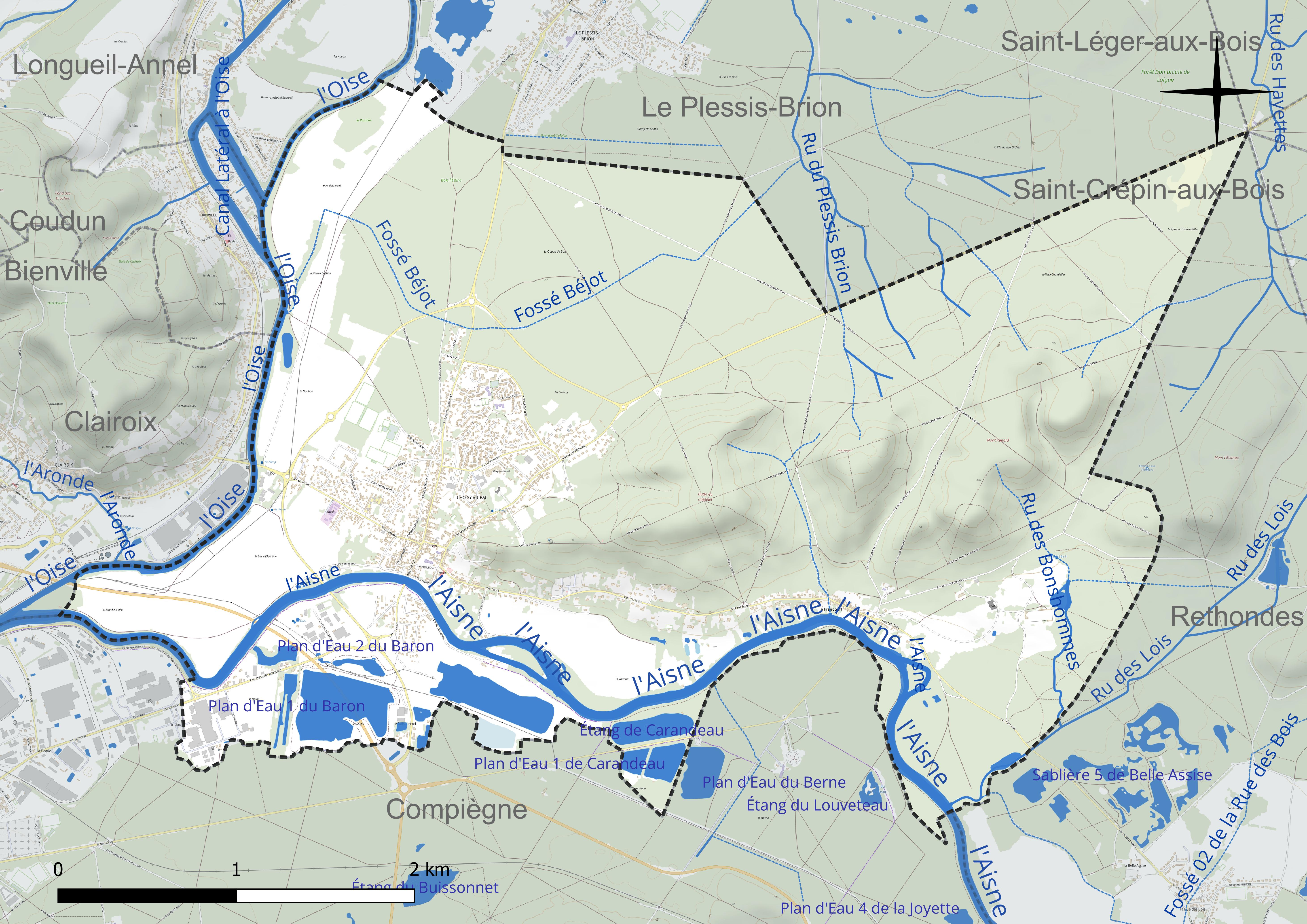
Réseau hydrographique de Choisy-au-Bac.

Sept plans d'eau complètent le réseau hydrographique : la sablière 6 de Belle Assise (0,9 ha), le plan d'eau 1 de Carandeau (3,4 ha), le plan d'eau 1 du Baron (1,7 ha), le plan d'eau 2 de Carandeau (1,6 ha), le plan d'eau 2 du Baron (1,6 ha), le plan d'eau des Bonshommes (1,2 ha) et l'étang de Carandeau (5,5 ha),.

#### Gestion et qualité des eaux
Le territoire communal est couvert par le schéma d'aménagement et de gestion des eaux (SAGE) « Sensée ». Ce document de planification concerne un territoire de 789 km2 de superficie, délimité par trois bassins versants en totalité ou en partie (Aisne, Oise et Aronde). Le périmètre a été arrêté le 16 octobre 2001 et le SAGE proprement dit a été approuvé le 8 juin 2009, puis révisé le 27 novembre 2019. La structure porteuse de l'élaboration et de la mise en œuvre est le syndicat mixte Oise-Aronde.
La qualité des cours d'eau peut être consultée sur un site dédié géré par les agences de l'eau et l'Agence française pour la biodiversité.

### Climat
Pour des articles plus généraux, voir Climat des Hauts-de-France et Climat de l'Oise.
En 2010, le climat de la commune est de type climat océanique dégradé des plaines du Centre et du Nord, selon une étude du CNRS s'appuyant sur une série de données couvrant la période 1971-2000. En 2020, Météo-France publie une typologie des climats de la France métropolitaine dans laquelle la commune est dans une zone de transition entre le climat océanique et le climat océanique altéré et est dans la région climatique Nord-est du bassin Parisien, caractérisée par un ensoleillement médiocre, une pluviométrie moyenne régulièrement répartie au cours de l'année et un hiver froid (3 °C).
Pour la période 1971-2000, la température annuelle moyenne est de 10,9 °C, avec une amplitude thermique annuelle de 14,9 °C. Le cumul annuel moyen de précipitations est de 675 mm, avec 11,2 jours de précipitations en janvier et 8 jours en juillet. Pour la période 1991-2020, la température moyenne annuelle observée sur la station météorologique la plus proche, située sur la commune de Margny-lès-Compiègne à 4 km à vol d'oiseau, est de 11,2 °C et le cumul annuel moyen de précipitations est de 633,5 mm,. Pour l'avenir, les paramètres climatiques de la commune estimés pour 2050 selon différents scénarios d'émission de gaz à effet de serre sont consultables sur un site dédié publié par Météo-France en novembre 2022.
| Mois                                  | jan.          | fév.           | mars           | avril         | mai             | juin          | jui.          | août           | sep.          | oct.          | nov.             | déc.             | année     |
| ------------------------------------- | ------------- | -------------- | -------------- | ------------- | --------------- | ------------- | ------------- | -------------- | ------------- | ------------- | ---------------- | ---------------- | --------- |
| Température minimale moyenne (°C)     | 1,5           | 1,8            | 3,4            | 5,4           | 8,8             | 11,5          | 13,3          | 13,3           | 10,5          | 8,2           | 4,7              | 2,2              | 7         |
| Température moyenne (°C)              | 3,9           | 4,8            | 7,5            | 10,5          | 13,8            | 16,9          | 19            | 18,9           | 15,6          | 12            | 7,5              | 4,5              | 11,2      |
| Température maximale moyenne (°C)     | 6,4           | 7,9            | 11,6           | 15,5          | 18,8            | 22,2          | 24,7          | 24,6           | 20,7          | 15,9          | 10,3             | 6,9              | 15,5      |
| Record de froid (°C) date du record   | −15 07.01.09  | −10,3 07.02.12 | −10,4 13.03.13 | −4,8 07.04.21 | −0,6 07.05.1997 | 3,1 01.06.06  | 4,9 03.07.11  | 4,9 28.08.1998 | 0,5 30.09.18  | −4,6 28.10.03 | −10,4 24.11.1998 | −11,3 29.12.1996 | −15 2009  |
| Record de chaleur (°C) date du record | 14,8 09.01.15 | 19 27.02.19    | 25,1 31.03.21  | 27,5 19.04.18 | 30,6 27.05.05   | 35,5 18.06.22 | 41,5 25.07.19 | 39,2 12.08.03  | 34,8 15.09.20 | 28,2 01.10.11 | 20,2 06.11.18    | 16,4 07.12.00    | 41,5 2019 |
| Précipitations (mm)                   | 50,9          | 44,9           | 42,7           | 42,1          | 57,7            | 54,4          | 56,6          | 62,9           | 43,9          | 60,2          | 52,6             | 64,6             | 633,5     |

## Urbanisme

### Typologie
Au 1er janvier 2024, Choisy-au-Bac est catégorisée ceinture urbaine, selon la nouvelle grille communale de densité à sept niveaux définie par l'Insee en 2022.
Elle appartient à l'unité urbaine de Compiègne, une agglomération intra-départementale regroupant quatorze  communes, dont elle est une commune de la banlieue,,. Par ailleurs la commune fait partie de l'aire d'attraction de Compiègne, dont elle est une commune de la couronne,. Cette aire, qui regroupe 101 communes, est catégorisée dans les aires de 50 000 à moins de 200 000 habitants,.

### Occupation des sols
L'occupation des sols de la commune, telle qu'elle ressort de la base de données européenne d'occupation biophysique des sols Corine Land Cover (CLC), est marquée par l'importance des forêts et milieux semi-naturels (63,2 % en 2018), une proportion sensiblement équivalente à celle de 1990 (63,4 %). La répartition détaillée en 2018 est la suivante : 
forêts (57,8 %), terres arables (15,4 %), zones urbanisées (12,9 %), milieux à végétation arbustive et/ou herbacée (5,5 %), eaux continentales (5,4 %), prairies (1,7 %), zones industrielles ou commerciales et réseaux de communication (1,3 %), zones agricoles hétérogènes (0,1 %). L'évolution de l'occupation des sols de la commune et de ses infrastructures peut être observée sur les différentes représentations cartographiques du territoire : la carte de Cassini (XVIIIe siècle), la carte d'état-major (1820-1866) et les cartes ou photos aériennes de l'IGN pour la période actuelle (1950 à aujourd'hui).

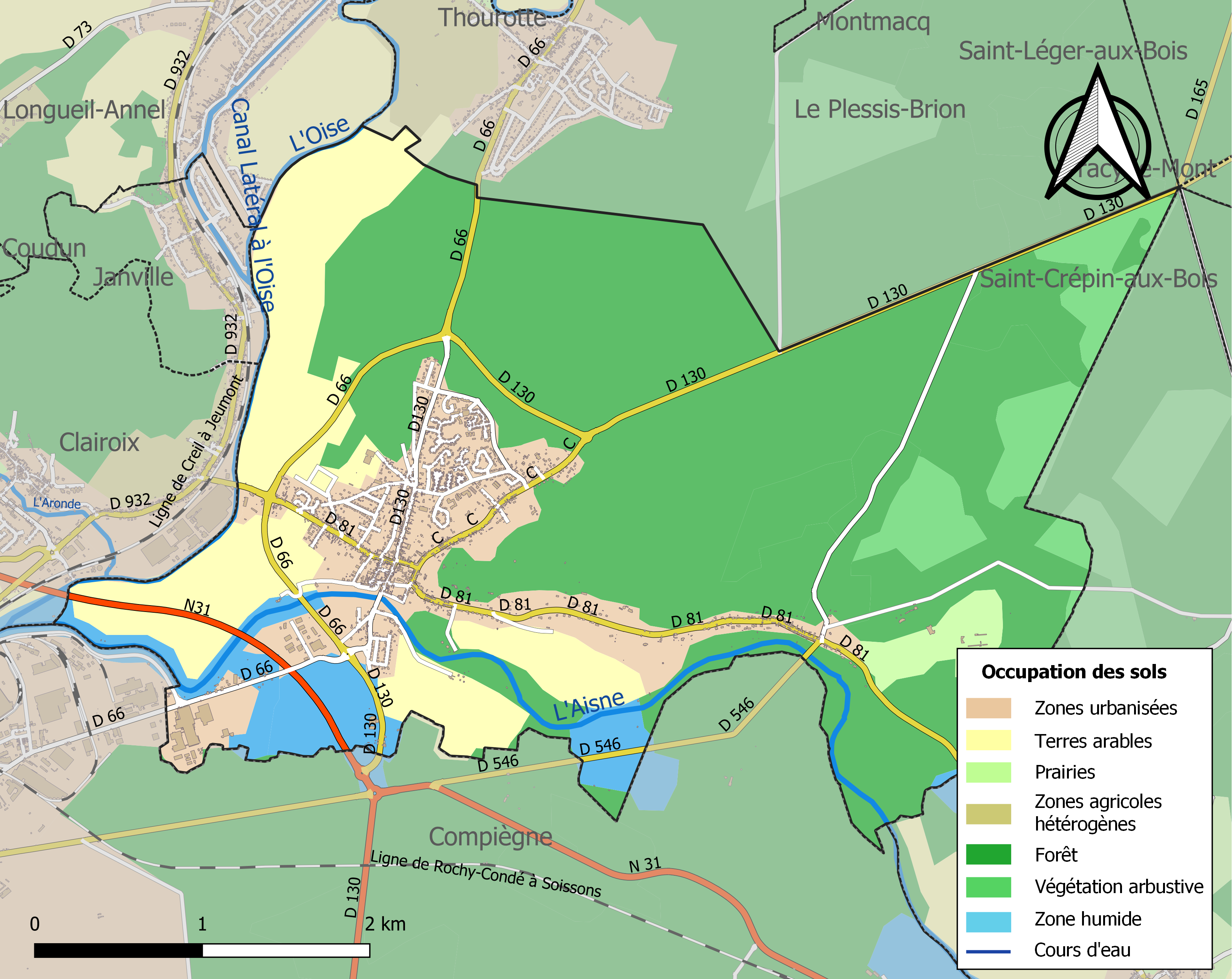
Carte des infrastructures et de l'occupation des sols de la commune en 2018 (CLC).

### Lieux-dits, hameaux et écarts
La commune comprend le lieu-dit du Francport, situé à l'est de Choisy-au-Bac, en amont sur l'Aisne.

### Habitat et logement
En 2018, le nombre total de logements dans la commune était de 1 550, alors qu'il était de 1 491 en 2013 et de 1 417 en 2008.
Parmi ces logements, 91,1 % étaient des résidences principales, 2,1 % des résidences secondaires et 6,8 % des logements vacants. Ces logements étaient pour 81,2 % d'entre eux des maisons individuelles et pour 18,6 % des appartements.
Le tableau ci-dessous présente la typologie des logements à Choisy-au-Bac en 2018 en comparaison avec celle de l'Oise et de la France entière. Une caractéristique marquante du parc de logements est ainsi une proportion de résidences secondaires et logements occasionnels (2,1 %) inférieure à celle du département (2,5 %) mais supérieure à celle de la France entière (9,7 %). Concernant le statut d'occupation de ces logements, 70,3 % des habitants de la commune sont propriétaires de leur logement (70 % en 2013), contre 61,4 % pour l'Oise et 57,5 pour la France entière.
| Typologie                                               | Choisy-au-Bac | Oise | France entière |
| ------------------------------------------------------- | ------------- | ---- | -------------- |
| Résidences principales (en %)                           | 91,1          | 90,4 | 82,1           |
| Résidences secondaires et logements occasionnels (en %) | 2,1           | 2,5  | 9,7            |
| Logements vacants (en %)                                | 6,8           | 7,1  | 8,2            |

### Voies de communication et transports
La commune est traversée par la Rocade Est de Compiègne (RN 1031) et son Viaduc Oise-Aisne, qui est une déviation de la route nationale 31, et est aisément accessible depuis l'ancienne route nationale 32.
La gare disponible la plus proche est la gare de Compiègne, desservie par des trains TER Hauts-de-France qui effectuent des missions entre les gares : de Paris-Nord et de Saint-Quentin et de Compiègne et d'Amiens. La commune disposait d'une gare qui a été fermée en 2011.
Le Sentier de grande randonnée GR 12A/GR 655 passe au Francport et y franchit l'Aisne.
Choisy-au-Bac est desservie, en 2023, par les autobus des lignes 3 et les autocars de la ligne 106 du réseau TIC ainsi que par la ligne 16 du service AlloTIC. Elle est également desservie par les lignes 6321 et 6334 du réseau interurbain de l'Oise.

## Toponymie
La localité a été désignée comme Choisy-en-Laigue ou Lesgue, Choisy-au-bois, Choisy-sur-Aisne, Choisy-sur-Oise, Choisi (Cauciacum, Causiagum, Causiacum, Cusiacum, Cosiagum au IXe siècle, Cauziacum, Cauziagum et Caugiacurn au Xe siècle, Caudiciacum, Cociacum et Cuciacurn au XIe siècle, Chausiacum, Chosiacum et Choisiacum au XIIe siècle , Cocaium, Cocheium, Cochiacum en 1204).

Le nom de Choisy serait dérivé de celui de l'antique forêt de Cuise, où la localité était située lorsque cette immense forêt s'étendait depuis le Laonnais jusqu'aux environs de Paris, et dont subsistent les forêts de Laigue et de Compiègne.
Bac-à-l'Aumône est un écart de Choisy et de Clairoix de part et d'autre de l'Aisne attesté sous les formes le bac a l'aumosne (1337) ; le bac a lamoulne de la riviere doise (vers 1400) ; Bac-à-l'Aumône (1840) ; le Bacq a l'aumonne (1746) ; le Bac à l'Aumône (1947).

Le Bac désigne l'embarcation qui permettait de franchir l'Aisne entre la destruction au XVIe siècle d'un pont ancien et la construction de son successeur au XIXe siècle qui relie Choisy à Clairoix.

## Histoire

### Préhistoire et antiquité
Des fouilles menées sous les piles du viaduc ont mis au jour des vestiges du mésolithique, datant de plus de 7500 ans.
Dans la gravière Lafarge ou au nouveau stade de football, des vestiges du néolithique ainsi que de la période gauloise ont été découverts. À cette époque, Choisy faisait partie du territoire des Viromanduens. Au premier âge du fer, le minerai de fer peut être recueilli sur place, comme le montre les fouilles du site fortifié, où l'on voit se succéder plusieurs fours à fer.

### Moyen Âge
À l'époque mérovingienne, Choisy est une des résidences royales. Un certain nombre de rois mérovingiens (ex. : Clovis IV, son frère Childebert IV) sont inhumés à Choisy, dans l'église Saint-Étienne. Des fouilles archéologiques menées en 2021 ont permis de découvrir une importante nécropole mérovingienne
Le domaine est ensuite transmis aux rois carolingiens.
En 751, après la déposition du dernier roi mérovingien, Childéric III, Bertrade de Laon est couronnée reine avec son mari à Soissons. En juillet 754, elle et ses enfants reçoivent la bénédiction du pape Étienne II lors du sacre de Pépin à Saint-Denis. Elle le conseille et l'accompagne dans ses campagnes.
À la mort de Pépin le Bref le 24 septembre 768, elle règne avec en faisant monter ses deux fils sur le trône. Deux ans plus tard elle arrange le mariage de son aîné, Charles ou encore Charlemagne avec Désirée de Lombardie. Mais à la mort de son frère, Carloman Ier, Charles s'empare de ses terres, écarte définitivement Bertrade de Laon du pouvoir, fait enfermer ses neveux Pépin et Syagre dans un cloître et marie leurs sœurs, Cunégonde à Guillaume d'Orange - ami et cousin de l'empereur - et Gisèle à un prince lombard puis à Léon IV empereur d'Orient de Constantinople.
Bertrade de Laon se retire alors en une abbaye qui se trouvait alors à Choisy-au-Bac et y meurt le 18 avril 783. Choisy fut certes autrefois proposé comme un des lieux possibles de naissance de Charlemagne, cela est désormais plus qu'improbable.
En 896, Choisy et sa région sont occupés et dévastés par les Vikings.
Au XIIe siècle, Choisy-au-Bac dépend des comtes de Vermandois, qui y avaient une résidence, sans doute en rive gauche de l'Aisne, alors que la maison royale était sur la rive droite. À la suite d'un démêlé avec Philippe II Auguste , le comte de Vermandois investit le bourg et y est assiégé jusqu'à sa retraite face au roi venant en toute hâte de Senlis. Le Vermandois est alors réuni au domaine royal.
Choisy est une forteresse importante qui défend le domaine royal. Elle est prise d'assaut en 1422 par les Anglais, qui ne la conservent que peu de temps, et elle perd progressivement son importance, au point de n'être défendue en 1426 que par une femme et quatre soldats secourus par quatre bourgeois de Compiègne. Lors de la guerre civile entre Armagnacs et Bourguignons, Choisy est occupé par les Bourguignons, qui se rendent en  1429 au roi de France Charles VII. L'année suivante, Choisy est assiégée par le Duc de Bourgogne, Jean de Luxembourg et le comte d’Arondel et se rend malgré une défense vaillante. Le duc de Bourgogne fait raser la forteresse et rétablir le pont que les assiégés avaient coupé.
« Il y avait une maladrerie ou léproserie située sur le chemin da Plessis-Brion, au lieu où l'on voit encore une croix. La chapelle, dédiée à sainte Madeleine, formait un bénéfice à la collation de l'abbé de Saint-Médard. Quatre mines de terre y étaient attachées. Les Templiers eurent une autre chapelle entre Choisy et Le Plessis-Brion , près de la forêt de Laigue, au lieu dit la terre des fées ».
Choisy était le siège d'une châtellenie qui avait autorité sur Rethondes, Bitry, Berneuil-sur-Aisne, Saint-Pierre-lès-Bitry, Autrêches, Moulin-sous-Touvent, Tracy, Montmacq, Dreslincourt, Élincourt-Sainte-Marguerite, Margny-sur-Matz, Marquéglise et Giraumont. La Prévôté royale de Choisy avait juridiction sur de nombreux autres villages

### Époque moderne
Au milieu du XVIIIe siècle, de nombreux procès ont lieu pour déterminer les seigneurs ayant le droit d'imposer un péage sur le passage du bac de Choisy,,.
L'ancien domaine abbatial des Minimes, parfois nommés bonshommes, est vendu comme bien national en 1791.

### Époque contemporaine
En 1812/1815, le pont du Francport sur l'Aisne est rétabli après une longue interruption. Il consistait en un tablier large de cinq mètres, soutenu sur huit pilotis, et aboutissant à des culées, mais est détruit à la fin du Premier empire par les troupes étrangères. Il n'est rétabli ensuite que pour les piétons mais est démoli en 1840. Un nouveau pont est ensuite reconstruit au Francport.
En 1850, la population de Choisy-le-Bac était principalement constituée d'agriculteurs, de bûcherons et d'ouvriers mariniers. Un moulin à vent était exploité, et la commune était propriétaire d'une école et du presbytère.
L'ancien domaine abbatial des Minimes est acheté vers 1840 par le comte Arthur de L'Aigle, qui y fait construire une grande demeure inspirée de l'architecture des manoirs anglais.
Son fils Robert de L'Aigle (1843-1931) la fait remplacer en 1896-1897 par une autre demeure, élevée d'après des plans de l'architecte Ernest Sanson. La construction est exécutée en pierre, sous de hautes toitures en ardoise. Elle s'insère dans un parc dessiné par le paysagiste Henri Duchêne, sur les hauteurs de la vallée de l'Aisne.

#### Première Guerre mondiale
Au début de la Première Guerre mondiale, Choisy-au-Bac voit arriver le 15 août 1914 les réfugiés de Verdun puis, le 29 août 1914, la 1st Cavalry Brigade en retraite qui stationne au château du Vivier. Le Génie français détruit le 31 août 1914 le pont du chemin de fer et celui sur l'Aisne, ce qui n'empêche pas l'armée allemande d'occuper le bourg le même jour, pendant 12 jours pendant lesquels il pille et incendie le 2 septembre 47 maisons en guise de représailles.
L'armée française reprend ensuite Choisy-au-Bac qui devient le lieu de cantonnement de troupes françaises. Celles-ci remettent en état le pont sur l'Aisne.
Le 12 septembre 1914, juste après la fin de la Bataille de la Marne, les Allemands se replient sur les hauteurs de Moulin-sous-Touvent, incendient le pont suspendu sur l'Aisne, un chantier de traverses voisin ainsi que le  pont fixe et déportent en Allemagne plusieurs hommes en âge de se battre. Plusieurs habitants sont tués par balle probablement par des patrouilles.
Repassé définitivement aux mains françaises, Choisy-au-Bac devient le lieu de cantonnement  de plusieurs régiments, d'ambulances. Le château du Francport est utilisé comme ambulance.
Sa proximité de Compiègne, de la voie de chemin de fer et de rivières naviguées l'expose à des bombardements aériens allemands, provoquant des victimes militaires et civiles. Ce sera le cas 24 août 1915, le 28 mars 1918 sur l'écluse du Carendeau, le 17 mai suivant sur la rue des Orfèvres.
Les épis de Francport ont été occupés par l'artillerie lourde sur voie ferrée (ALVF) du fait de l'avance allemande du printemps 1918. Les épis de Francport n'étaient pas « oubliés » du commandement en 1918 mais ils ne figuraient pas sur les cartes des réseaux ferrés pour raisons de sécurité, ils apparaissaient seulement sur les cartes d'état-major. Le train des plénipotentiaires allemands et celui du maréchal Foch stationnaient sur les deux rameaux ouest des épis de Francport, les deux rameaux est n'ayant pas été utilisés.

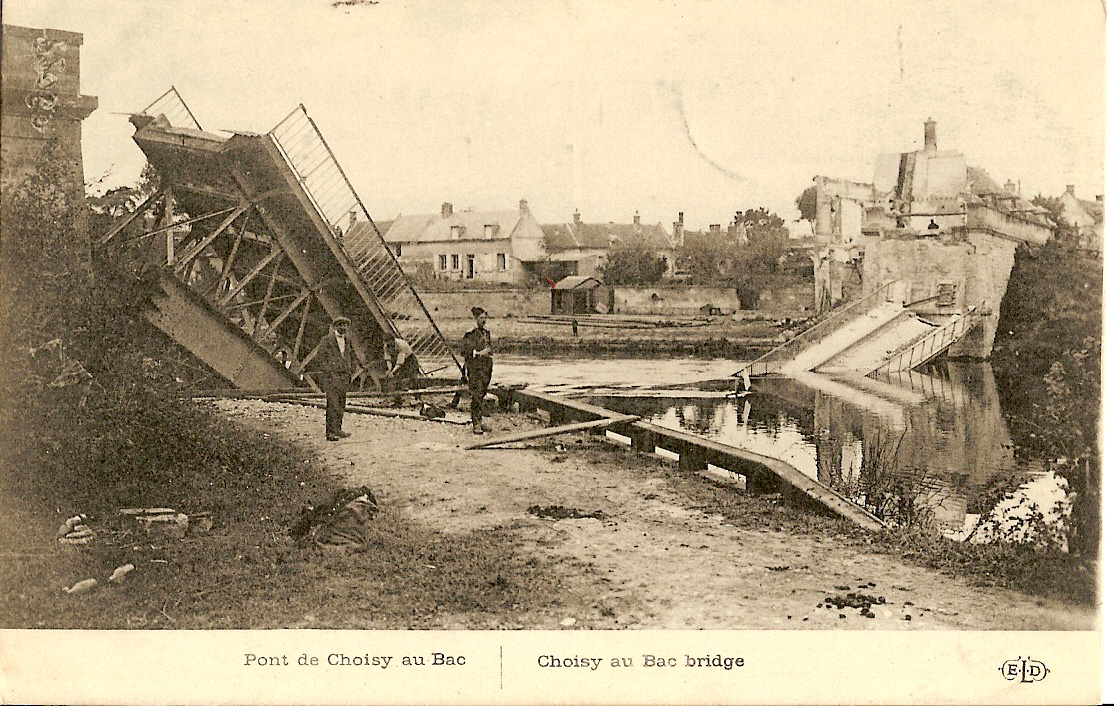
Le pont de Choisy-au-Bac en 1915.
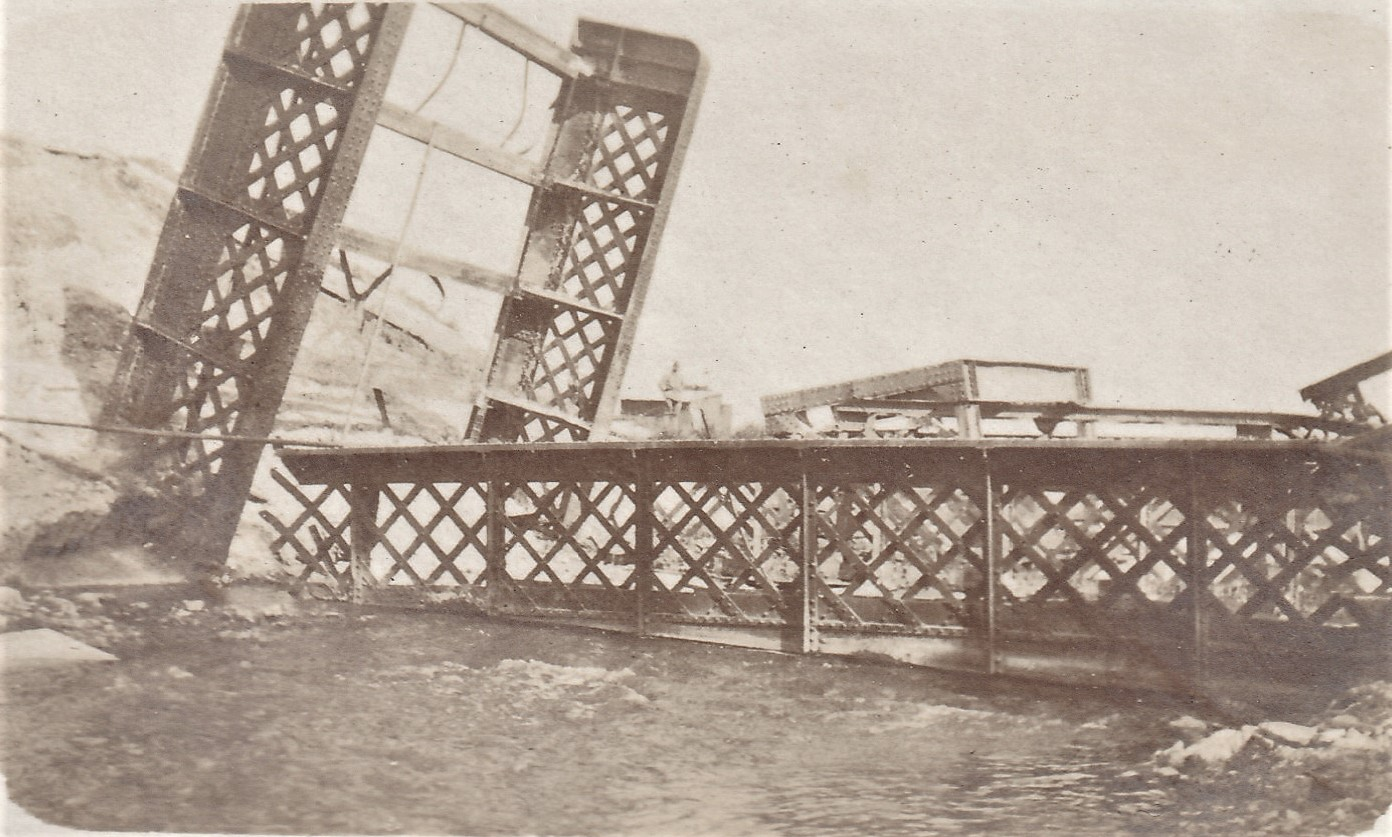
Le pont du Francport détruit par le Génie français en 1915.
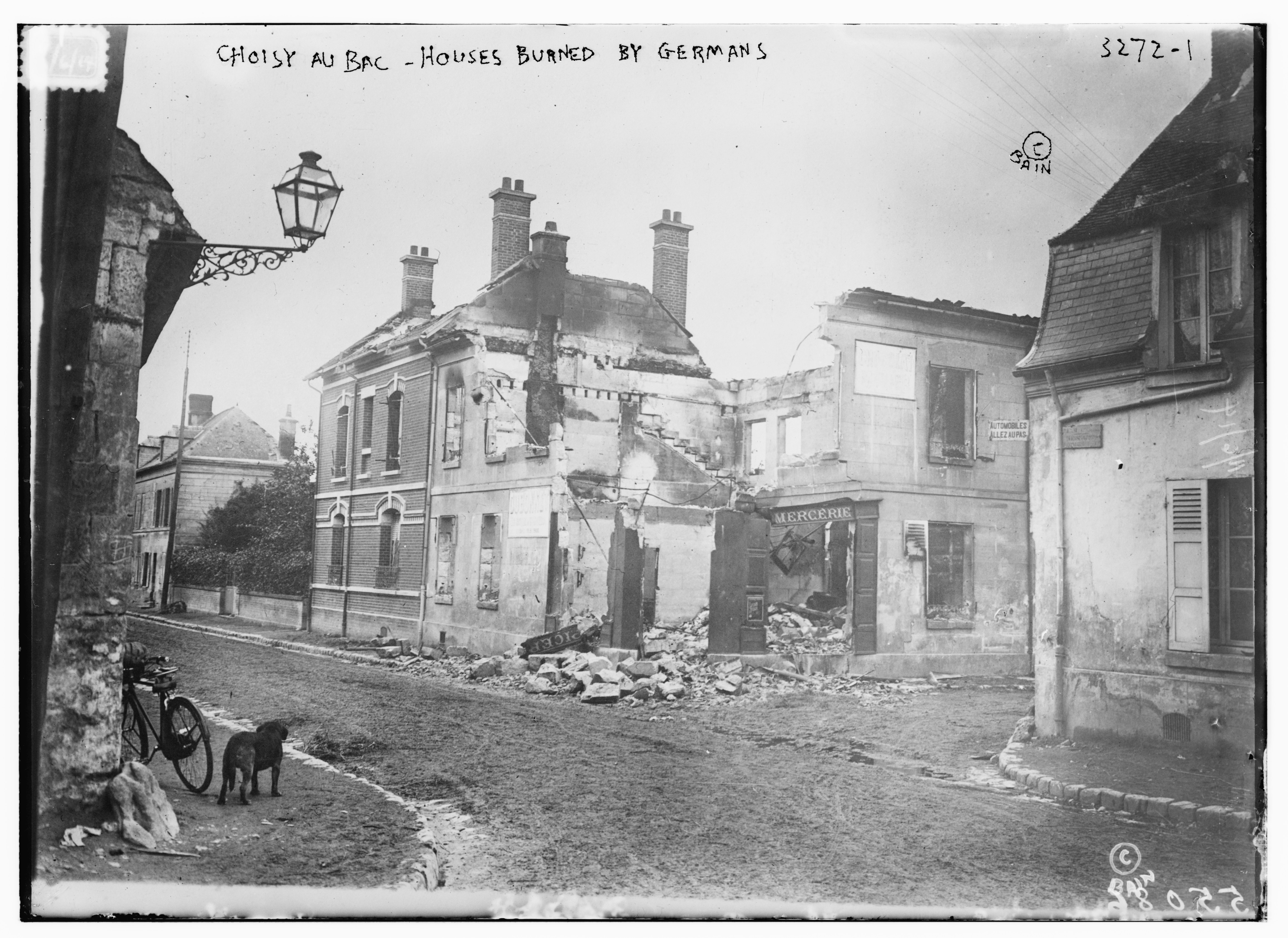
Maisons détruites.

Les voies ferrées historiques ayant accueilli les trains des négociateurs de l'armistice de 1918 sont les épis de Rethondes, désignés à l'époque, dans les documents militaires, « épis de Francport ».
À la fin de la guerre, le bourg est largement détruit, et a  été décoré de la Croix de guerre 1914-1918, le 21 février 1921.

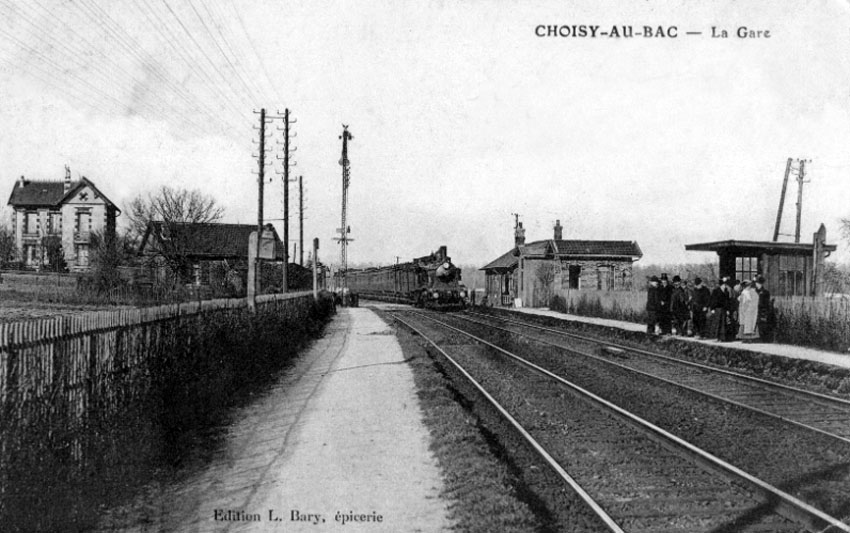
La gare vers 1900, au temps de la vapeur.

### XXesiècle
Durant la Seconde Guerre mondiale, le château du Francport est occupé par l'armée allemande, puis par les troupes américaines.
La commune était desservie par la gare de Choisy-au-Bac, sur la ligne de Creil à Jeumont, qui est fermée depuis 2011.

## Politique et administration

### Rattachements administratifs et électoraux
La commune se trouve dans l'arrondissement de Compiègne du département de l'Oise. Pour l'élection des députés, elle fait partie depuis 1988 de la sixième circonscription de l'Oise.
Elle faisait partie de 1801 à 1973 du canton de Compiègne, année où  celui-ci est scindé et la commune intègrée au canton de Compiègne-Nord. Dans le cadre du redécoupage cantonal de 2014 en France, Choisy-au-Bac est désormais rattachée au canton de Compiègne-1.

### Intercommunalité
Choisy-au-Bac était membre de la communauté d'agglomération dénommée Agglomération de la région de Compiègne (ARC), créée en 2005 et qui succédait au SIVOM de Compiègne datant de 2000.
Dans le cadre des dispositions de la loi portant nouvelle organisation territoriale de la République (Loi NOTRe) du 7 août 2015, qui prévoit que les établissements publics de coopération intercommunale (EPCI) à fiscalité propre doivent avoir un minimum de 15 000 habitants, cette intercommunalité fusionne avec la petite communauté de communes de la Basse Automne pour former, le 1er janvier 2017, la communauté d'agglomération qui a pris le nom d'agglomération de la Région de Compiègne et de la Basse Automne (ARC&BE), et dont est désormais membre la commune.

### Tendances politiques et résultats
Lors du prelier tour des élections municipales de 2014 dans l'Oise, la liste SE/UMP menée par le maire sortant Jean-Noël Guesnier obtient la majorité absolue des suffrages exprimés, avec 1 079 voix (64,90 %, 19 conseillers municipaux élus dont 2 communautaires), devançant très largement la liste SE menée par Pierre Poilane, qui a recueilli 586 voix (35,19 %, 4 conseillers municipaux élus).
Lors de ce scrutin, 30,79 % des électeurs se sont abstenus.
Lors des élections municipales de 2020, la liste menée par Jean-Noël Guesnier (SE) est opposée à celle pilotée par son ancien premier maire-adjoint, Jean-Luc Mignard. Lors du premier tour, la liste de Jean-Luc Mignard  obtient la majorité absolue des suffrages exprimés, avec 710 voix (50,96 %, 18 conseillers municipaux élus dont 2 communautaires), devançant de 27 voix celle du maire sortant, qui a recueilli 683 voix (49,03 %, 5 conseillers municipaux élus
Lors de ce scrutin marqué par la Pandémie de Covid-19 en France, 41,31 % des électeurs se sont abstenus,

### Liste des maires
| Période                                  | Période                       | Identité                         | Étiquette | Qualité                                                                                        |
| ---------------------------------------- | ----------------------------- | -------------------------------- | --------- | ---------------------------------------------------------------------------------------------- |
| Les données manquantes sont à compléter. |                               |                                  |           |                                                                                                |
| 1829                                     | 1876                          | Pierre Bejot                     |           |                                                                                                |
| 1876                                     | 1888                          | Jules Mollot                     |           |                                                                                                |
| 1888                                     | mars 1901                     | Henry Binder                     |           | Ancien officier de marineDécédé en fonction                                                    |
| 1901                                     | décembre 1919                 | Charles de l'Aigle               |           |                                                                                                |
| décembre 1919                            | mai 1925                      | Émile Thurneyssen                |           |                                                                                                |
| mai 1925                                 | 1932                          | Jean Guillaume                   |           |                                                                                                |
| 1932                                     | mai 1935                      | Albert Fagard                    |           |                                                                                                |
| mai 1935                                 | mars 1971                     | Comte Michel de Grammont Crillon |           |                                                                                                |
| mars 1971                                | mars 1989                     | Robert Mouret                    |           |                                                                                                |
| mars 1989                                | mars 2001                     | Robert Pierret                   | RPR       | Cadre supérieur à Continental France, Lacroix Saint-Ouen                                       |
| mars 2001                                | mai 2020                      | Jean-Noël Guesnier               | UMP → LR  | Cadre supérieur Vice-président de l'ARC (2014 → 2016) Vice-président de l'ARC&BA (2017 → 2020) |
| mai 2020                                 | En cours (au 10 juillet 2020) | Jean-Luc Mignard                 |           | Ancien directeur d'école Vice-président de la ARC&BA (2020 → )                                 |

### Jumelages
Sible Hedingham (Angleterre) depuis 1992

## Équipements et services publics

### Équipements sportifs
Le gymnase André-Mahé est partiellement détruit le 23 novembre 2021 lors d'un incendie consécutif à des travaux d'étanchéité en toiture,. Le chantier de réhabilitation doit être finalisé pour 2026. La commune dispose également d'un autre gymnase multisport.
On y trouve également un stade de football : le stade du Maubon. Il est rénové en 2023 à l'occasion des 100 ans du club de football de la commune, créé le 6 avril 1922. Il possède 4 terrains : deux en synthétique et deux en gazon.

### Justice, sécurité, secours et défense
Sur la commune est implanté une brigade de gendarmerie. La caserne a été construite en 2002. La brigade de gendarmerie de Choisy-au-Bac fait partie d'une communauté regroupant également les brigades d'Attichy et de Ribécourt-Dreslincourt.
La commune dispose également d'une police municipale dont les locaux se trouvent en mairie.

## Population et société

### Démographie

#### Évolution démographique
L'évolution du nombre d'habitants est connue à travers les recensements de la population effectués dans la commune depuis 1793. Pour les communes de moins de 10 000 habitants, une enquête de recensement portant sur toute la population est réalisée tous les cinq ans, les populations de référence des années intermédiaires étant quant à elles estimées par interpolation ou extrapolation. Pour la commune, le premier recensement exhaustif entrant dans le cadre du nouveau dispositif a été réalisé en 2008.

En 2022, la commune comptait 3 386 habitants, en évolution de +2,61 % par rapport à 2016 (Oise : +0,87 %, France hors Mayotte : +2,11 %).
| 1793 | 1800 | 1806 | 1821 | 1831 | 1836 | 1841 | 1846 | 1851 |
| ---- | ---- | ---- | ---- | ---- | ---- | ---- | ---- | ---- |
| 696  | 812  | 825  | 674  | 834  | 811  | 823  | 869  | 850  |

| 1856 | 1861 | 1866 | 1872 | 1876 | 1881 | 1886 | 1891 | 1896 |
| ---- | ---- | ---- | ---- | ---- | ---- | ---- | ---- | ---- |
| 820  | 842  | 811  | 805  | 830  | 794  | 824  | 844  | 868  |

| 1901 | 1906 | 1911 | 1921 | 1926 | 1931  | 1936  | 1946  | 1954  |
| ---- | ---- | ---- | ---- | ---- | ----- | ----- | ----- | ----- |
| 870  | 909  | 944  | 834  | 992  | 1 168 | 1 104 | 1 070 | 1 260 |

| 1962  | 1968  | 1975  | 1982  | 1990  | 1999  | 2006  | 2008  | 2013  |
| ----- | ----- | ----- | ----- | ----- | ----- | ----- | ----- | ----- |
| 1 593 | 1 671 | 1 842 | 2 313 | 3 786 | 3 571 | 3 475 | 3 448 | 3 366 |

| 2018  | 2022  | - | - | - | - | - | - | - |
| ----- | ----- | - | - | - | - | - | - | - |
| 3 283 | 3 386 | - | - | - | - | - | - | - |

#### Pyramide des âges
En 2018, le taux de personnes d'un âge inférieur à 30 ans s'élève à 31,5 %, soit en dessous de la moyenne départementale (37,3 %). À l'inverse, le taux de personnes d'âge supérieur à 60 ans est de 30,8 % la même année, alors qu'il est de 22,8 % au niveau départemental.
En 2018, la commune comptait 1 608 hommes pour 1 675 femmes, soit un taux de 51,02 % de femmes, légèrement inférieur au taux départemental (51,11 %).
Les pyramides des âges de la commune et du département s'établissent comme suit.
| Hommes | Classe d’âge | Femmes |
| ------ | ------------ | ------ |
| 1,1    | 90 ou +      | 1,0    |
| 7,0    | 75-89 ans    | 10,0   |
| 21,2   | 60-74 ans    | 21,1   |
| 19,5   | 45-59 ans    | 21,2   |
| 16,3   | 30-44 ans    | 18,4   |
| 13,9   | 15-29 ans    | 12,1   |
| 21,0   | 0-14 ans     | 16,1   |

| Hommes | Classe d’âge | Femmes |
| ------ | ------------ | ------ |
| 0,5    | 90 ou +      | 1,4    |
| 5,5    | 75-89 ans    | 7,6    |
| 15,6   | 60-74 ans    | 16,3   |
| 20,8   | 45-59 ans    | 20     |
| 19,4   | 30-44 ans    | 19,4   |
| 17,6   | 15-29 ans    | 16,2   |
| 20,6   | 0-14 ans     | 19,1   |

### Sports
Organisée bisuannellement jusqu'en 2013 par l'Association Sportive Cosacienne qui adhère à l'UFOLEP, La Cosacienne est une série d'épreuves sportives sur un week-end comprenant un trail nocturne, deux run et bike et des courses pour les enfants.
Les courses de La Cosacienne se déroulent dans les rues de Choisy-au-Bac et dans les forêts de Laigue et de Compiègne.
Plus de 800 vététistes et/ou coureurs à pied y participent.
L'organisation nécessite la mobilisation de plus de 200 bénévoles, secouristes, etc.
L'US Choisy au Bac, club de football local comptant plus de 500 licenciés, réussit en juin 2013 l'exploit historique pour le club de faire accéder en championnat régional la même saison ses deux équipes seniors : l'équipe A en Division d'Honneur et l'équipe B en Promotion Interdistricts du championnat de la ligue de Picardie de football. Après une seule saison en division d'honneur, l'équipe fanion termine championne de Picardie en juin 2014, titre qui lui permet d'accéder au championnat de France (CFA 2).

## Économie
L'exploitation par le groupe Lafargue de la carrière du Buissonnet, située à proximité de l'écluse du Carandeau, à Choisy-au-Bac, s'engage en 2018 pour cinq ans pendant lesquelles un million de tonnes de sable et de gravier en seront extraits. Après quoi, le site sera réhabilioté pendant un an, puis mis à disposition de l'intercommunalité  qui  y réalisera  un bassin de 790 m de longueur, 110 m de large et 2 m de profondeur destiné à l'aviron et aux autres sports nautiques, dans la perspective de pouvoir servir de bassin d'entrainement pour les Jeux olympiques d'été de 2024,.

## Culture locale et patrimoine

### Lieux et monuments

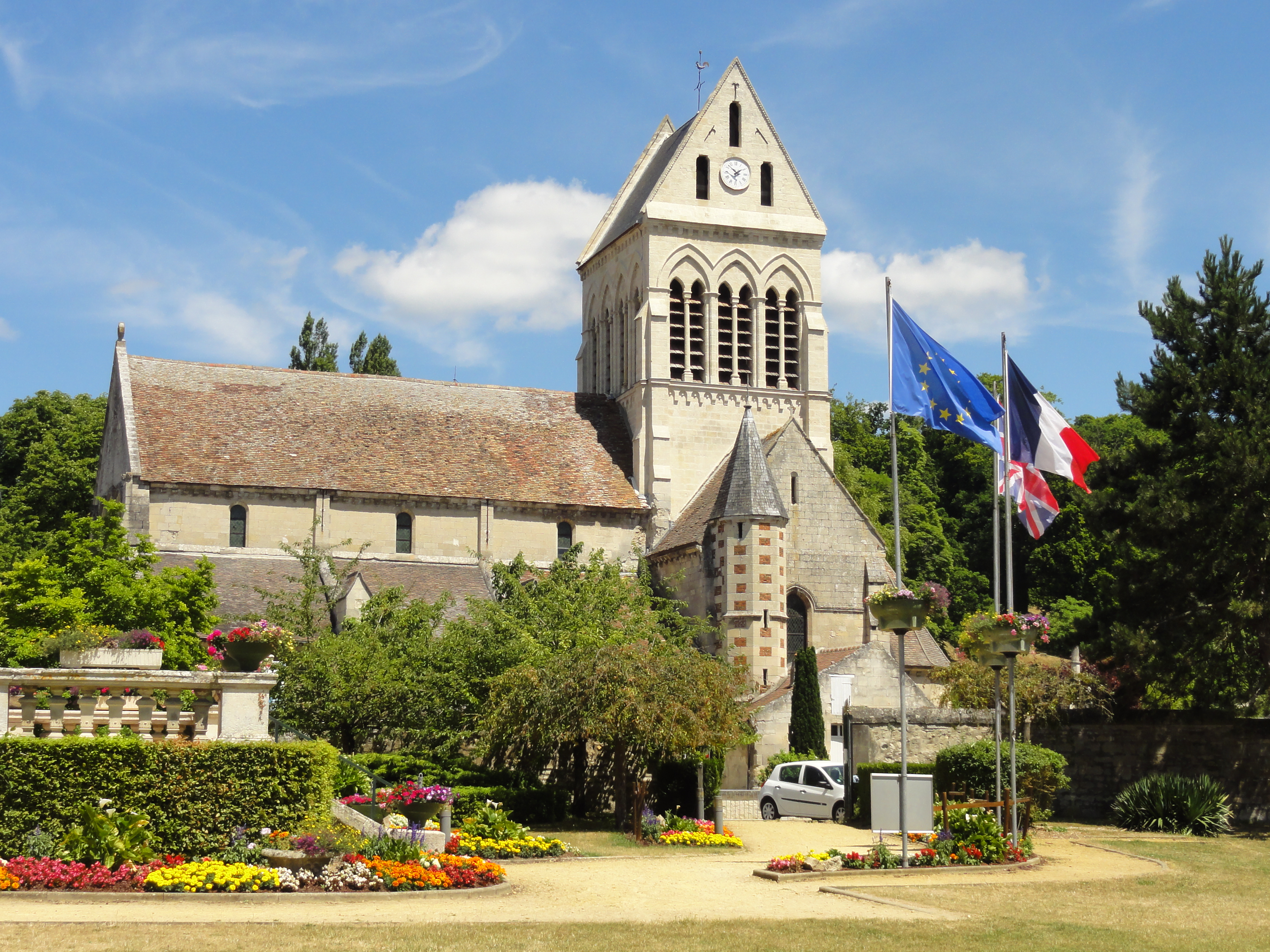
Église de la Sainte-Trinité.

Choisy-au-Bac compte deux monuments historiques sur son territoire :
- Église de la Sainte-Trinité (classée monument historique en 1920[65]) : la construction de l'église paroissiale actuelle débuta au début du XIIe siècle par la nef romane, et se poursuivit après le milieu du XIIe siècle par le transept avec ses deux absidioles et la façade, qui hésitent entre le roman et le gothique, pour s'achever au début du XIIIe siècle par l'abside et le clocher, clairement gothiques. 
Sa configuration s'inscrit dans la tradition des basiliques romanes du Soissonnais de la seconde moitié du XIe siècle, et les nombreux partis archaïsants, dont l'absence de colonnettes à chapiteaux dans la nef et le transept, le voûtement en cul-de-four des absidioles à une période aussi avancée, et l'absence de contreforts devant l'abside, pourtant voûtée d'ogives dès l'origine, s'expliquent difficilement. 
La restauration radicale que l'église a subie entre 1853 et 1885 a effacé définitivement les indices qui auraient pu permettre de comprendre l'histoire de l'édifice. L'extérieur est en grande partie néo-gothique, mais est censé s'inspirer de son architecture d'origine. L'élément le plus authentique et le plus original est sans doute le clocher, d'un style dépouillé mais d'une silhouette puissante. C'est le seul dans la région à présenter autant de baies sur l'étage de beffroi[66],[67].
Un programme de restauration est engagé par la commune autour de 2020[68]

- Vestiges de l'église du prieuré Saint-Étienne, dans le domaine « Le Clos » au nord de l'église (inscrits monument historique en 1948[69]).
Saint-Étienne a été une abbaye royale fondée près du palais de Choisy, et deux rois mérovingiens au moins y ont été inhumés, Childebert III et Dagobert III), donnée en 827 par  Louis le Débonnaire, à l'abbaye Saint-Médard de Soissons. Elle est réduite au statut de prieuré conventuel, puis en prieuré simple en 1677, puis réuni en 1686 au couvent des Bénédictins anglais du faubourg Saint-Jacques, à Paris, avant de disparaître lors de la Révolution française.
Seul subsiste le portail roman de l'église avec ses quatre archivoltes inscrites dans l'épaisseur du mur de façade, datable du XIIe siècle[70].

On peut également signaler :
- Chapelle des Trois-Chênes : selon Michel Renault, elle fut construite et bénie en 1878[71],[72]. Selon la plateforme Pop du gouvernement français, la chapelle des Trois Chênes, nommée prieuré Saint-Étienne, a été construite principalement durant le XIIIème siècle[69]. Menacée de ruine, la population a contribué à sa rénovation en 1949 ainsi qu'en 1999 grâce à "l'association des amis de la chapelle des Trois Chênes" fondée en 1997[72]. Elle est inscrite partiellement en tant que monument historique le 27 janvier 1948[69].
- « La Brunerie »
- Le château des Bonshommes, nommé à l'origine château du Francport, construit en 1896-1897, d'après des plans de l'architecte Ernest Sanson, dans un vaste parc à l'anglaise dessiné par le paysagiste Henri Duchêne, pour Robert des Acres de l'Aigle, marquis de l'Aigle, conseiller-général et député de l'Oise et resté dans sa descendance jusqu'à la fin du XXe siècle.

### Personnalités liées à la commune
- Le roi Childebert IV y meurt en 711, et est enterré dans la basilique Saint-Étienne fondée par ses prédécesseurs[31].
- Son fils Dagobert III, après avoir vaincu les Austrasiens près de Compiègne, assassiné en 716 près de la Motte-Brion à l'âge de dix-sept ans, y est inhumé à côté de son père[31].
- Bertrade de Laon, mère de Charlemagne, décédée à Choisy en 783. Après avoir été inhumée elle aussi dans la basilique Saint-Étienne, son cercueil a été transporté à l'Abbaye de Saint-Denis[31].
- Charlemagne serait né à Choisy-au-Bac[réf. nécessaire]. Lui et certains de ses successeurs (Louis le Pieux, Charles II le Chauve, Carloman II, Charles III le Simple, Henri Ier, Philippe II Auguste, Philippe IV le Bel, Charles IV le Bel...) ont signé à Choisy-au-Bac divers actes qui nous sont parvenus[31].
- Robert des Acres de L'Aigle (1843-1931), secrétaire d'ambassade, conseiller-général et député de l'Oise ;
- Léon Le Goaesbe de Bellée (1844-1891), artiste, y vécut.
- L'éditeur français Paul Ollendorff est décédé à Choisy-au-Bac en 1920.
- André Mahé coureur cycliste professionnel décédé à Choisy-au-Bac en 2010.
- Guillaume Samica, joueur de volley-ball, international français, est né à Choisy-au-Bac.
- Jacky Gallois, né en 1958 à Choisy-au-Bac, animateur de Radio sur Europe 1.

### Héraldique
| Blason de Choisy-au-Bac | Blason  | D'argent au bac de gueules avec son batelier de carnation vêtu d'or et d'un pantalon aussi de gueules, voguant sur une champagne ondée d'azur, surmonté de trois fleurs de lys aussi d'or rangées en chef. |
| Blason de Choisy-au-Bac | Détails | * Il y a là non-respect de la règle de contrariété des couleurs : ces armes sont fautives (or sur argent). Le statut officiel du blason reste à déterminer.                                                |